# Brayan Troncoso
Brayan Esteban Troncoso Gallegos (22 de octubre de 2000, San Pablo, Región de Los Lagos, Chile) es un futbolista chileno que juega de defensa en Deportes Temuco de la Primera B de Chile.

## Trayectoria

### Provincial Ranco
En 2018, fue parte de Deportes Puerto Montt, sin embargo, no jugó ningún partido y fue traspasado a Provincial Ranco. En la temporada 2018, comenzó a jugar en la Tercera División B de Chile, la quinta categoría del fútbol chileno.
En la temporada de 2019, su equipo ascendió a la Tercera División A. En un partido de ida y vuelta contra Tricolor de Paine, ganaron de visita por 2 a 1, en la vuelta empataron 2-2, ascendiendo con un global final de 4-3.
Su último gol con la camiseta de Provincial Ranco fue el 26 de diciembre de 2020 ante Deportivo Pilmahue en el minuto 56, encuentro por lo cual terminó 4-0.

### Deportes Puerto Montt
El 18 de marzo de 2021, fue fichado por Deportes Puerto Montt. Jugó por primera vez en el profesionalismo, y su primer gol fue contra la Unión Española en la Copa Chile, encuentro que terminó 3-2 a favor de su equipo, sin embargo, avanzó Unión Española por el resultado global.
En 2023, sufrió una lesión del tendón de Aquiles, lo que lo mantuvo alejado de las canchas durante el resto de la temporada.Retornó a la actividad jugando contra San Marcos de Arica, en un encuentro que terminó 1-1. Ese mismo año, Deportes Puerto Montt descendió a la Segunda División Profesional de Chile.
En la Segunda División, anotó nuevamente contra Deportes Rengo, en el partido que terminó con una derrota de 3-1. Posteriormente, anotó el gol de la victoria en un encuentro contra Deportes Melipilla, que terminó 1-0.  Anotó nuevamente ante Deportes Temuco, en la derrota de su equipo por 2-1 por Copa Chile 2024. Sin embargo, pese a la derrota su club avanzó a las semifinales de la zona sur con un marcador global de 3-2.Ante Linares por otra fecha de la Segunda División, anotó un gol en el encuentro que finalizó 3-1 a favor de su equipo.
En 2024, fue renovado hasta la temporada de 2025.

## Estadísticas
| Club                          | Div.       | Temporada  | Liga  | Liga  | Copas nacionales | Copas nacionales | Torneos internacionales | Torneos internacionales | Total | Total |
| Club                          | Div.       | Temporada  | Part. | Goles | Part.            | Goles            | Part.                   | Goles                   | Part. | Goles |
| ----------------------------- | ---------- | ---------- | ----- | ----- | ---------------- | ---------------- | ----------------------- | ----------------------- | ----- | ----- |
| Deportes Puerto Montt · Chile | 2.ª        | 2021       | 25    | 1     | 2                | 1                | —                       | —                       | 27    | 2     |
| Deportes Puerto Montt · Chile | 2.ª        | 2022       | 29    | 1     | 3                | 0                | —                       | —                       | 32    | 1     |
| Deportes Puerto Montt · Chile | 2.ª        | 2023       | 9     | 0     | —                | —                | —                       | —                       | 9     | 0     |
| Deportes Puerto Montt · Chile | 3.ª        | 2024       | 22    | 3     | 3                | 1                | —                       | —                       | 25    | 4     |
| Deportes Puerto Montt · Chile | Total club | Total club | 85    | 5     | 8                | 2                | 0                       | 0                       | 93    | 7     |
| Total club                    | Total club | Total club | 85    | 5     | 8                | 2                | 0                       | 0                       | 93    | 7     |
| 1. 2.                         |            |            |       |       |                  |                  |                         |                         |       |       |